# 低軌道

地球周辺の衛星の軌道。水色が低軌道、黄色が中軌道、黒色の点線が静止軌道を表している。

低軌道 (ていきどう、英語: low orbit) は、地球を周回する人工衛星の軌道のうち、2,000kmよりも高度が低い軌道を指す。地球低軌道の意味でLEO (low Earth orbit) と呼ばれ、衛星コンステレーションが発展する中で利用が拡大している。

## 概要
低軌道(LEO)は、地球表面からの高度2,000km以下を指し、これに対し、中軌道(MEO)は2,000 kmから36,000 km未満、静止軌道(GEO)は36,000 km前後である。地球低軌道衛星は、約27,400 km/h（約8 km/s）で飛行し、1回の周回に約1.5時間を要する（高度約350 kmの例）。
低軌道は、地球に接近しているという点で、次のような利点がある。
- 低軌道に衛星を投入するほうが少ないエネルギーで済むため、小型のロケットで打ち上げ可能である。
- リモートセンシングでは、地表との距離が近いので画像などの分解能が向上する。
- 通信衛星では、送受信機の発生電力がより少なくてすむ。

反面、地表から見て衛星が常に移動しているため、通信衛星は連続的な通信を提供するための複数衛星からなるネットワークが必要とされる。→衛星コンステレーション
低軌道の環境は、スペースデブリで混雑が進みつつあり、北アメリカ航空宇宙防衛司令部 (NORAD) では、直径10 cm以上ある低軌道上の物体を8000以上も追跡している。

## 超低軌道
低軌道のうち、特に高度300km以下の軌道を超低軌道、VLEO（Very Low Earth Orbit）と呼び、地球観測衛星では更なる高解像度化などのメリットがあるが、軌道高度が低すぎると大気の影響を無視できなくなり空気抵抗を受けて次第に減速、急激に高度を下げ、やがては大気圏に突入して燃え尽きてしまう。
2019年に宇宙航空研究開発機構（JAXA）の超低高度衛星技術試験機「つばめ」が高度167.4 kmの極めて低い高度を7日間保持して周回し続け、地球観測衛星の最も低い軌道高度としてギネス世界記録に認定された。この時は空気抵抗の影響を補うためにイオンエンジンとガスジェットを使って推進力を発生させて速度・高度を維持していた。

## 低軌道衛星・宇宙船の例
- 気象観測衛星
  - TIROS-N/NOAA
- リモートセンシング
  - LANDSAT
  - みどり (ADEOS)
  - もも (MOS)
- 偵察衛星
- 国際宇宙ステーション（ISS)
- スペースシャトル
- ハッブル宇宙望遠鏡
- アマチュア衛星
- スターリンク
- 劫蘊寺